# Gnophaela disjuncta
Gnophaela disjuncta là một loài bướm đêm thuộc phân họ Arctiinae, họ Erebidae.